# 東野 (弘治進士)
東野（1482年—1507年），字希孟，陝西西安府華州（今陝西華縣）人，民籍，明朝政治人物。

## 生平
三岁喪父，二十岁中弘治十四年辛酉科陝西鄉試第四十八名，弘治十五年（1502年）联捷壬戌科進士，次年授陈留县知县，正德二年（1507年）秋晋刑部福建司主事，同年十一月卒於任內，年仅二十六岁。

## 家族
曾祖父東驥；祖父東昇，商河縣丞 贈刑部郎中；父東思忠，四川按察司副使。母薛氏（封宜人）。